# Parcul Național Roztoczański
Parcul Național Roztoczański (în poloneză: Roztoszański Park Narodowy) este o arie protejată de interes național ce corespunde categoriei a II-a IUCN (parc național) situată în Polonia, pe teritoriul voievodatului Lublin.

## Localizare
Aria naturală cu o suprafață de 84,83 km2 se află în partea sud-estică a țării, în sudul voievodatului Lublin în dealurile Roztocze (regiune geografică deluroasă în sud-estul Poloniei, ce se extinde până în țara vecină, Ucraina), pe cursul superior al râului Wieprz.

## Descriere
Parcul Național Roztoczański a fost înființat în anul 1974 și reprezintă o parte a dealurilor Rostocze din sud-estul țării, cu arii împădurite, culmi domoale, vârfuri (Vârful Bukowa Góra 310m și altele cu altitudini maxime de sub 400 m.), suprafețe umede, cursuri de apă, cheiuri cu abrupturi calcaroase, dune de nisip, mlaștini, pajiști și pășuni; cu floră și faună specifică. 
În suprafața teritorială a parcului sunt incluse cinci rezervații naturale.

## Floră si faună

### Floră
Specii arboricole
Flora parcului este constituită din arbori (dintre care unele exemplare cu vârste seculare au fost declarate monument al naturii) cu specii de brad (Abies), pin de pădure (Pinus sylvestris), fag (Fagus sylvatica), stejar (Qurcus robur), carpen (Carpinus betulus), tei (Tilia), mesteacăn (Betula nana), paltin de munte (Acer pseudoplatanus), arțar (Acer platanoides), arin (Alunus glutinosa).
Specii ierboase

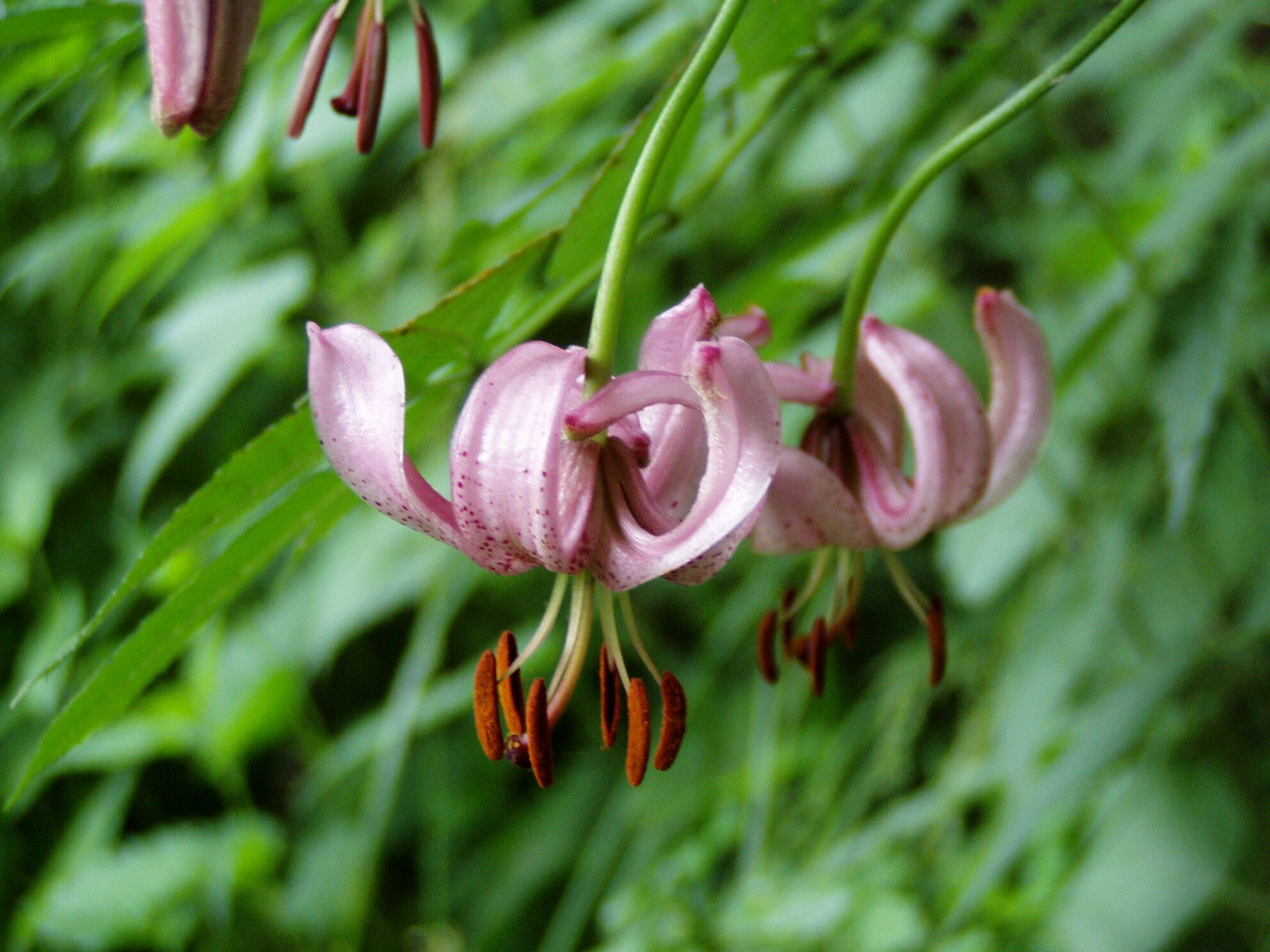
Crin de pădure (Lilium martagon)

La nivelul ierburilor sunt întâlnite mai multe (peste 750) specii de plante vasculare (unele dintre acestea foarte rare, motiv pentru care sunt protejate prin lege), printre care: ceapă de munte (Allium vectorialis), leurdă (Allium ursinum), omag (Aconitum verigatum), crin de pădure (Lilium martagon), sânziană albă (Galium rotundifolium), pecetea lui Solomon (Polygonatum verticillatum), o specie din familia Ranunculaceae, Cimicifuga europaea (plantă medicinală utilizată în bolile hepato-biliare), brabăn (Dentaria glandulosa), poroinic (Orchis militaris) sau specii de rogozuri și ierburi de mlaștină.

### Faună
Fauna este una bine diversificată și reprezentată de mai multe specii de mamifere, păsări, insecte, reptile și pești astfel: 

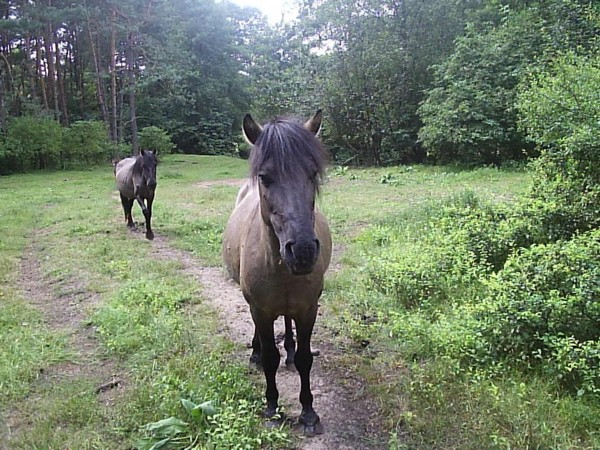
Ponei polonezi

• mamifere: cerb (Cervus elaphus), căprioară (Capreolus capreolus), mistreț (Sus scrofa), vulpe roșie (Vulpes vulpes), lup cenușiu (Canis lupus), viezure (Meles meles); 
• păsări cu specii de cocoș de munte (Tetrao urogallus), cocoș de mesteacăn (Tetrao tetrix), vultur pescar (Pandion heliaetus), vultur codalb (Heliaeetus albicilla), uliu (Accipiter)vânturel (Falco vespertinus), barză neagră (Ciconia nigra), lișiță (Gallinula chloropus) sau rațe sălbatice;
• insecte, pești, reptile (șarpele lui Esculap, șopârla de nisip, șopârla vivipară) și broaște.
O atracție deosebită a parcului o constitiue speciile de cai sălbatici (ponei polonezi)aduși aici în anul 1982. Caii trăiesc, se înmulțesc și se hrănesc în sălbăticie (pe perioada iernii hrana este asigurată  de administrația parcului).

## Galerie de imagini

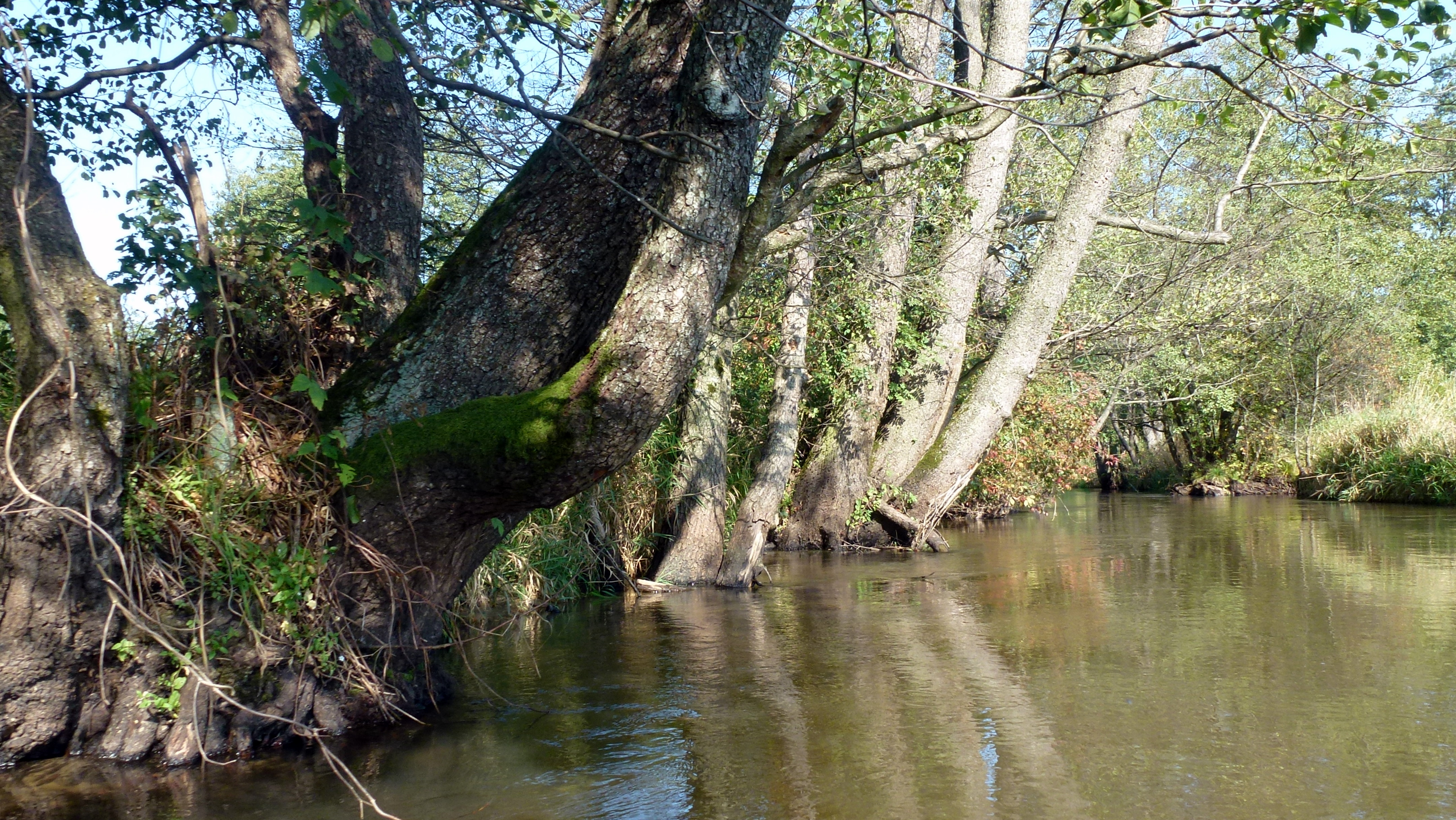
Râul Wieprz în zona parcului
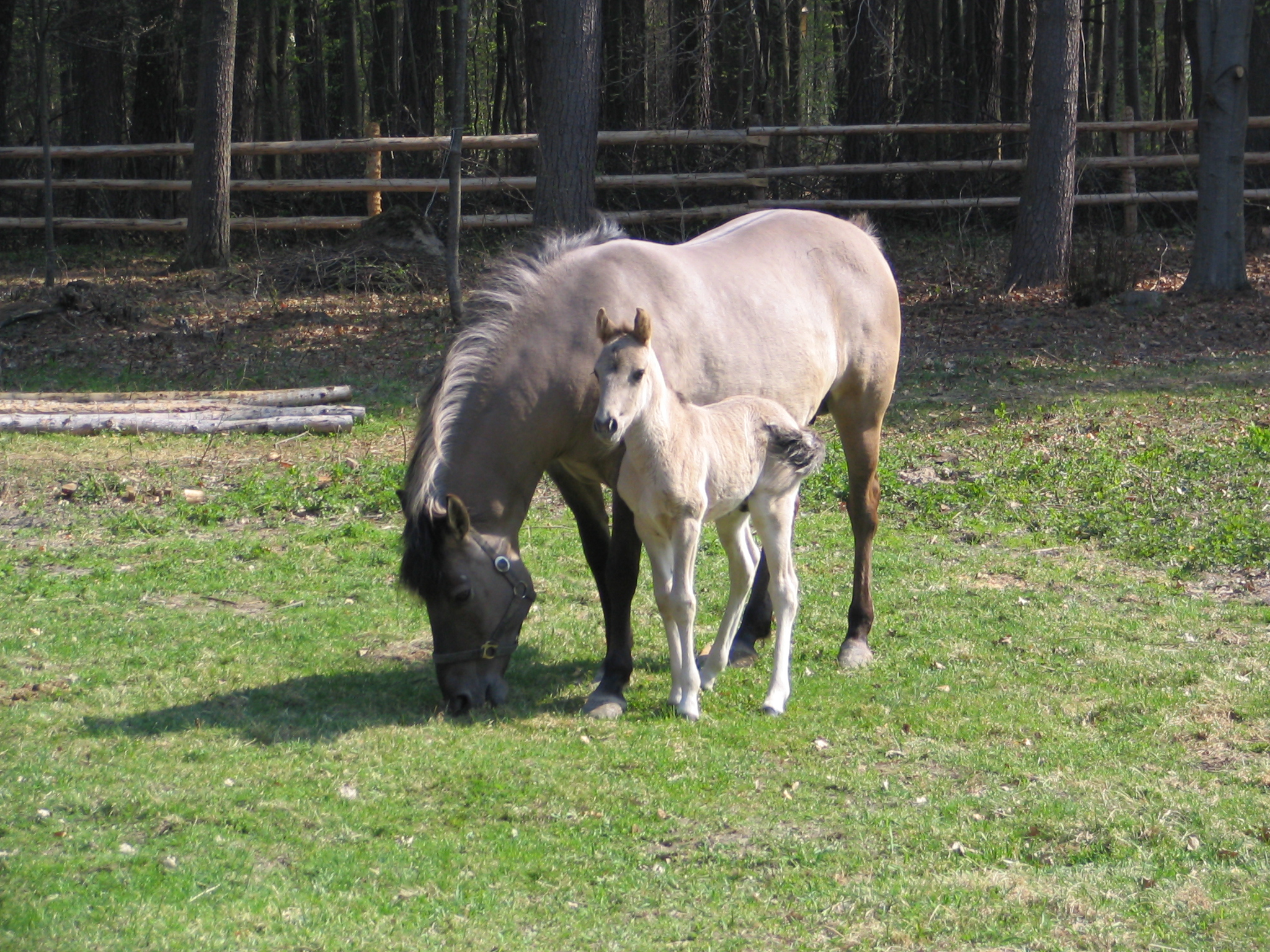
Ponei polonezi
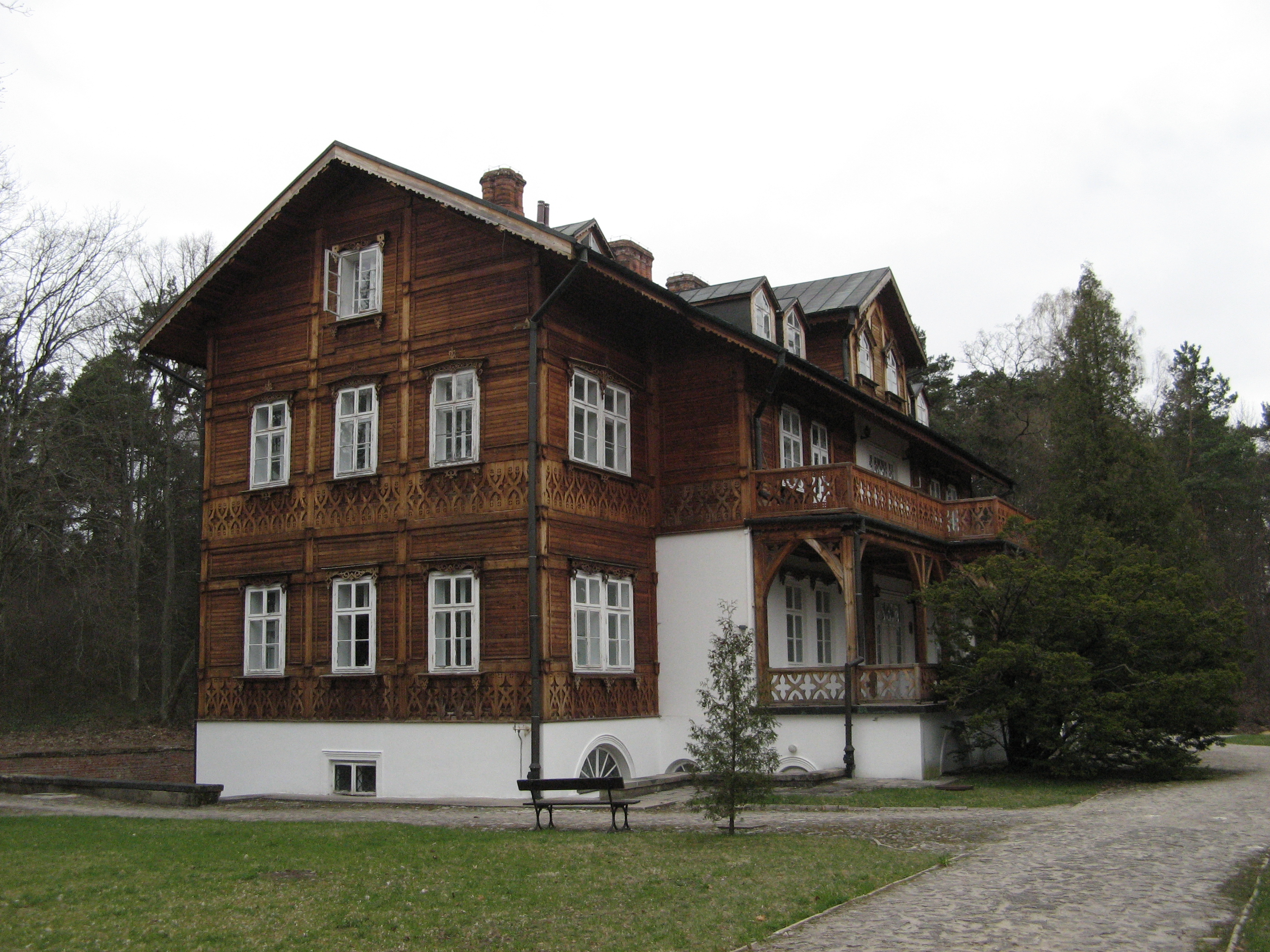
Sediul administrativ al parcului